# 제네바 컨시스토리

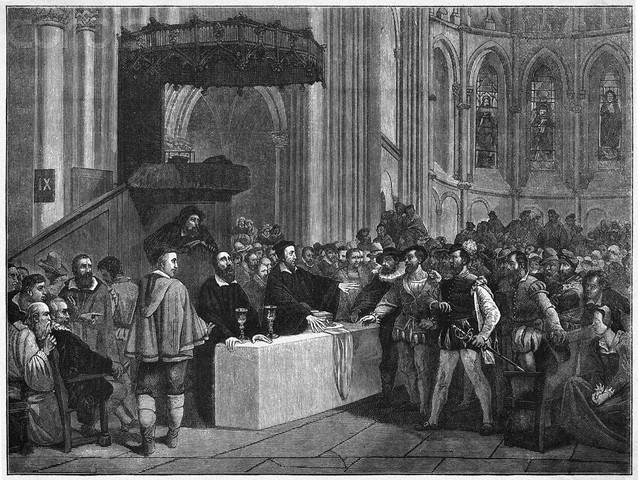
자유방임파들(libertines)에게는 성찬 집례를 거부하는 칼뱅

제네바 컨시스토리(Consistoire de Genève, 장로 법원, 장로 치리회)는 다른 개혁교회에 있는 총회와 유사한 프로테스탄트 제네바 교회의 회의기관이다. 컨시스토리는 1541년 스트라스부르에서 돌아온 장 칼뱅에 의해 시민들의 생활과 교회를 통합하기 위하여 조직되었다. 컨시스토리는 학자들이 한국어로 번역할 단어가 없어서 원어 발음 그대로 컨시스토리로 사용하기로 했다.
1541년 장 칼뱅의 교회 법령(Ecclesiastical Ordinances)의 보완으로 첫 번째로 조직되었다. 처음에는 시의 목사들과 시 의회원들 가운데서 선택된 12명의 일반 장로들로 구성되었다. 매주 목요일에 모여서 교회치리를 행사하였다. 죄문제로 장로들과 목사들에게 충돌하고 회개하기를 거부하는 자들을 공식적으로 소환하여 징계하였다. 죄목은 간음, 불법결혼, 저주하는 일, 사치, 무례한 행동, 로마 가톨릭교회를 따르는 일, 불경, 도박등이다. 이런 사람들은 일시적으로 수찬이 금지되었다. 뇌샤텔교회 뿐만 아니라 제네바 컨시스토리도 교회 독립성을 유지하기 위하여 노력하였다. 당시 다른 스위스 컨시스토리들은 세속 당국에 의해서 지배를 받았다. 칼뱅은 외콜람파디우스나 그가 스트라스부르에서 배웠던 마르틴 부처가 첫 번째로 시도한 치리주의자로 개혁교회안에서 인정된 견해인 출교권한을 교회가 유지해야 한다고 강조하였다. 이것은 마르틴 루터와 멜랑히톤과 관련된 두 왕국론의 연속적인 적용이었다. 그러나 루터란 지역에서 효력을 발휘하지 못하였다. 개혁교회에서 반대적인 견해는 행정관 모델("magistrical" model)이다. 볼프강 무스쿠루스, 하인리히 불링거, 그리고 피터 버미글리와 같은 지도자들은 세속관리들이 종교를 책임지고 목사를 판결하고 출교권도 가지고 있는 것을 인정하였다.
1543년 제네바 주의 법적 기구인 60명으로 구성된 의회는 컨시스토리가 출교권을 가지지 못하게 했으며 훈계권만 갖게 하였다. 그러나 해마다 약 12명 정도를 지속적으로 출교하였다. 1553년에는 가장 권위의 입법기관인 200명의 의회는 컨시스토리의 출교권을 갖지 못하도록 하였다. 그러나 1555년 칼뱅의 지지자들이 60명 의회를 통제할 때 이문제는 없었다. 칼뱅 반대파인 페린주의자들(Perrinists)이 권력을 잡으려고 반란을 일으켰으나 진압되어 감옥에 들어가며 처형도 되며 도망도 갔다. 결과적으로 컨시스토리는 출교권에 대하여 완전한 자유을 얻게 되었다. 그 후에도 시의회와 컨시스토리 사이에 주도권 경쟁이 치열하였고 마이클 세베투스는 이런 과정속에서 희생된 인물이었다.

## 주요 기능
- 사무국이 시행하는 교회 프로젝트의 주요 방향
- 교회의 일반 정책(인사)을 결정
- 교회의 여러 곳에서 제시한 전략적 제안을 결정
- 그것은 헌법과 교회 규정을 작성하고 수정
- 성도들의 치리, 출교, 해벌, 훈련등

## 참고 문헌
- Thomas A. Lambert, Isabella M. Watt and Jeffrey R. Watt. Under the direction of Robert M. Kingdon. Registres du Consistoire de Genève aux Temps de Calvin (1542-1544), Volume I, Genève: Droz, 1996. http://www.droz.org/world/en/571-9782600001670.html
- Thomas A. Lambert, Isabella M. Watt, with the collaboration of Wallace McDonald. Under the direction of Robert M. Kingdon. Registres du Consistoire de Genève aux Temps de Calvin (1545-1546), Volume II, Genève: Droz, 2001. http://www.droz.org/world/en/572-9782600006385.html
- Thomas A. Lambert, Isabella M. Watt, with the collaboration of Wallace McDonald. Under the direction of Robert M. Kingdon. Registres du Consistoire de Genève aux Temps de Calvin (1547-1548), Volume III, Genève: Droz, 2004. http://www.droz.org/world/en/573-9782600009393.html
- Thomas A. Lambert, Isabella M. Watt, with the collaboration of Wallace McDonald. Under the direction of Robert M. Kingdon. Registres du Consistoire de Genève aux Temps de Calvin (1548), Volume IV, Genève: Droz, 2007. http://www.droz.org/world/en/575-9782600011693.html
- Thomas A. Lambert, Isabella M. Watt, with the collaboration of Wallace McDonald. Under the direction of Robert M. Kingdon. Registres du Consistoire de Genève aux Temps de Calvin (1550-1551), Volume V, Genève: Droz, 2010. http://www.droz.org/world/en/3628-9782600014298.html
- Isabella M. Watt and Jeffrey R. Watt, with the collaboration of Wallace McDonald. Under the direction of Robert M. Kingdon. Registres du Consistoire de Genève aux Temps de Calvin (1551-1552), Volume VI, Genève: Droz, 2012. http://www.droz.org/world/en/4735-9782600015677.html
- Isabella M. Watt and Jeffrey R. Watt, with the collaboration of Wallace McDonald. Under the direction of Lee Palmer Wandel. Registres du Consistoire de Genève aux Temps de Calvin (1552-1553), Volume VII, Genève: Droz, 2013. http://www.droz.org/world/en/5908-9782600017237.html
- Isabella M. Watt and Jeffrey R. Watt, with the collaboration of Wallace McDonald. Under the direction of Lee Palmer Wandel. Registres du Consistoire de Genève aux Temps de Calvin (1553-1554), Volume VIII, Genève: Droz, 2014. http://www.droz.org/world/en/3628-9782600014298.html
- Isabella M. Watt, Jeffrey R. Watt and Wallace McDonald. Under the direction of Lee Palmer Wandel. Registres du Consistoire de Genève aux Temps de Calvin (1554-1555), Volume IX, Genève: Droz, 2015. http://www.droz.org/world/en/6229-9782600018470.html
- Isabella M. Watt and Jeffrey R. Watt. Registres du Consistoire de Genève aux Temps de Calvin (1555-1556), Volume X, Genève: Droz, (forthcoming).
- Manetsch, Scott M. (2013). 《Calvin’s Company of Pastors: Pastoral Care and the Emerging Reformed Church, 1536–1609》. Oxford Studies in Historical Theology. New York: Oxford University Press. 2020년 8월 5일에 원본 문서에서 보존된 문서. 2018년 8월 9일에 확인함. - Questa 경유 (구독 필요)(구독 필요)

## 추가 자료
- Consistoire de Genève (2000) [1996]. 《Registres du Consistoire de Genève au temps de Calvin》 [Registers of the Consistory of Geneva in the time of Calvin, volume 1: 1542–1544] (프랑스어). Robert M. Kingdon (general editor), Thomas A. Lambert & Isabella M. Watt (editors), M. Wallace McDonald (translator). Grand Rapids, MI: Eerdmans. ISBN 978-0-8028-4618-1.